# لیریو
لیریو (به ایتالیایی: Lirio) یک کومونه در ایتالیا است که در استان پاویا واقع شده‌است.

## خصوصیات
لیریو ۱٫۷ کیلومترمربع مساحت و ۱۵۳ نفر جمعیت دارد.